# Félix Gaillard (archéologue)
Pour les articles homonymes, voir Félix Gaillard.
Félix Gaillard, né en 1832 à Bordeaux et mort à Plouharnel (Morbihan) le 13 février 1910, est un archéologue et préhistorien français, qui s'est consacré principalement à l'étude des sites mégalithiques du Morbihan.

## Biographie
Né dans une famille aisée d'origine bordelaise, Gaillard découvre le Morbihan au cours de séjours touristiques et de parties de chasse. Il est alors un habitué de l'Hôtel du Commerce à Plouharnel, dont le propriétaire est Grégoire Le Bail, ancien maire de Plouharnel, inventeur et propriétaire des colliers d'or découverts dans le dolmen de Rondossec en 1849. En 1857, Félix Gaillard se marie avec la fille de Le Bail et devient propriétaire de l'hôtel. 
Archéologue amateur, Gaillard s'intéresse aux monuments mégalithiques de la région et en entreprend un inventaire. Il expose sa collection d'objets préhistoriques dans son hôtel et s'en sert comme argument publicitaire. Avec l'essor du tourisme, né de l'ouverture de la ligne de chemin de fer Paris-Quimper en 1862, il organise des excursions pour ses clients attirés par l'archéologie et les sites mégalithiques des environs dont il a acquis une bonne connaissance. Son hôtel est alors fréquenté par des amateurs d'archéologie comme Lukis et Henry Dryden, qui y descendent chaque été entre 1864 et 1872, ou par des visiteurs prestigieux comme George Sand en 1866, la comtesse de Ségur, ou l'empereur Dom Pedro II en 1877.  
Amateur de photographies, il vend des reproductions de ses clichés à ses clients et dès 1878, il publie pour les voyageurs, un guide et itinéraire de Carnac et ses alentours, illustré de nombreuses photographies. 
En 1874, la commune de Carnac ayant échouée dans sa tentative d'acquérir plusieurs sites mégalithiques afin de les protéger de la destruction, les partisans de la protection de ces sites se tournent vers l'État. Gaillard participe à cette action en fournissant une documentation détaillée, enrichie pour la première fois de photographies et bénéficie de l'appui de la Société polymathique du Morbihan et de la Société d'anthropologie de Paris. Les premières acquisitions par l'État surviennent en 1881 et en 1882-1883, Gaillard est nommé mandataire de l'État chargé des acquisitions. Pour pallier les lenteurs de l'administration, Gaillard n'hésite pas parfois à avancer l'argent des acquisitions en piochant dans ses propres deniers,. Il contribue ainsi à l'acquisition des alignements du Menec et de Kermario à Carnac, de ceux de Kerzhero à Erdeven, de ceux du Vieux Moulin et de Sainte-Barbe à Plouharnel ainsi qu'à celle du quadrilatère de Crucuno et de nombreux dolmens à Erdeven (Runesto, Kergavat, Cosquer, Mané Groh), à Carnac (Mané Kerioned, Keriaval), et à Locmariaquer (Mané Lud, Table des Marchand). Toutes les acquisitions font l'objet de travaux de restauration supervisés par Gaillard. A la mort d'Henri Martin, Gaillard renonce à sa tâche face aux critiques dont il fait l'objet ou en raison d'une mésentente persistante avec G. de Closmadeuc, président de la Société polymathique. 
En 1883, Gaillard et Closmadeuc s'opposent vivement sur la datation des ossements découverts par Gaillard dans les dolmens du Port-Blanc. Archéologue amateur mais aussi hôtelier faisant un usage commercial de ses connaissances et de ses collections archéologiques, Gaillard n'a d'ailleurs été admis à la Société Polymathique en 1877 qu'au titre de « membre titulaire non résidant », ce qui l'empêche d'accéder aux charges et dignités de la société ou de bénéficier du prêt des livres de la bibliothèque de la société. A contrario, ses bonnes relations avec H. Martin lui permettent d'être admis comme membre de la Société d’Anthropologie de Paris en 1883.
En parallèle, tout au long des années 1880 et au début des années 1890, Gaillard mène plusieurs fouilles archéologiques à Carnac (Rogarte, Mané Hui, Lann Vras), Plouharnel (Mané Rumor), Erdeven, la Trinité-sur-Mer (Kervilor) et Quiberon (Conguel, Port-Blanc) et enrichit ses collections. Parfois critiqués pour leur rapidité, ses travaux sont toutefois précis. Ses fouilles sont systématiquement accompagnées de publications illustrées de plans où la position des objets découverts est souvent précisée. 
En 1882, l'ouverture de la ligne de chemin de fer Auray-Quiberon prive son hôtel de sa position privilégiée et sa clientèle se raréfie. Victime de difficultés financières, privilégiant parfois une fouille d'urgence (Port-Blanc) au détriment de la gestion de son hôtel, Gaillard est bientôt contraint de vendre, en 1890, ses collections archéologiques  (dont une partie sera acquise par Paul du Châtellier et par le musée de Carnac), puis son hôtel en 1892, et finalement de cesser ses fouilles.

## Publications
De 1880 à 1890, il publie de nombreux articles relatifs à ses fouilles dans le bulletin de la Société polymathique, articles parfois doublés par des tirages à part, puis s'étant éloigné de la Société polymathique, dans le bulletin de la Société d’Anthropologie de Paris.
Entre 1880 et 1882, il publie trois albums de photographies, consacrés aux sites mégalithiques de Carnac/Erdeven, Plouharnel et Saint-Pierre-Quiberon, ouvrages à l'origine vocation patrimoniale destinés à documenter une fouille réalisée ou à venir, qu'il vendra ultérieurement comme albums de souvenirs pour les touristes.
En 1892, il publie un Inventaire des monuments mégalithiques du Morbihan dans le périmètre des acquisitions de l'État, ouvrage précis (donnant, pour chaque monument recensé, son nom vernaculaire, sa parcelle cadastrale, la date et les auteurs des fouilles et des références bibliographiques) encore régulièrement cité en référence dans des publications récentes. En 1895-1896, paraît l'Astronomie préhistorique, où il développe la thématique, promise à un grand succès populaire, « du lever du soleil au solstice d'hiver dans l'axe d’ouverture des dolmens », ouvrage désormais complètement démodé.

### Tirés à part
- De Divers dolmens fouillés autrefois, compléments inédits, observations nouvelles
- L'astronomie préhistorique / 1897
- Inventaire, avec cartes, des monuments mégalithiques du Morbihan dans le périmètre des acquisitions de l'État dans les cantons de Quiberon, Belz et Locmariaquer / 1892
- Le Dolmen du Conguel à Quiberon, fouilles du 25 juillet 1891 / A. Hennuyer / 1892
- Des Menhirs isolés des talus, et de leur concordance avec les dolmens, fouilles de Plouharnel et de Lann-Kerber, en Belz / impr. de Galles / 1890
- La Contemporanéité des coffres de pierre et des dolmens, les coffres de pierre du tumulus à dolmen du Goalennec, à Quiberon / impr. de Galles / 1890
- Les monuments mégalithiques et les fouilles de 1883 à ce jour : Erdeven, Plouharnel, Carnac, Locmariaquer : Guide et itinéraire avec indication des acquisitions et des restaurations faites par l'État / Bousrez / 1889
- Les Galeries gauloises et le dolmen à double étage de Kervilor à la Trinité-sur-mer, fouilles du 10 avril 1886 / A. Hennuyer / 1887
- A propos des fouilles de Bec-er-Vill / E. Lafolye / 1887
- L'Atelier de silex et de pierre polie du rocher de Beg-er-Goalennec en Quiberon, 30 septembre 1884 / impr. de Chaix / 1886
- L'habitation gauloise du Mané-Gohenne : et le dolmen du Mané-hyr à Kergroix en Carnac (fouilles d'août 1885) / A. Hennuyer / 1886
- Une série d'explorations à Plouhinec : Le tumulus du Griguen, les dolmens de Kerouaren, de Beg-en-Havre et du Mané-bras : 20 mars 1884 / Impr. Galles / 1884
- Fouilles du cimetière celtique de l'île Thinic, 15 août 1883 : Rapport déposé à la Commission des monuments mégalithiques, à la Société d'anthropologie, à Paris, et à la Société polymathique, à Vannes / impr. de Galles / 1884
- Les Deux cists du Mané Groh' et de Bovelane, Erdeven, 30 juillet 1883 : Une exploration archéologique à l'île de Téviec, 28 août 1883 : Les cists des bois du Puco, Erdeven, 7 septembre 1883 / impr. de Galles / 1884
- Fouilles des dolmens du Port-Blanc à Saint-Pierre-Quibéron, février 1883 / Impr. Galles / 1883
- Les Monuments mégalithiques : Erdeven, Plouharnel, Carnac, Locmariaquer : Guide et itinéraire avec indication des acquisitions et des restaurations faites par l'État / impr. Galles / 1882

## Distinctions
- Officier de l'ordre des Palmes académiques (1882)